# Hôn nhân cùng giới ở Nam Georgia và Quần đảo Nam Sandwich
Hôn nhân cùng giới ở Nam Georgia và Quần đảo Nam Sandwich, một Lãnh thổ hải ngoại của Anh, đã được hợp pháp kể từ năm 2014, sau khi được hợp pháp hóa trong Anh và xứ Wales, mặc dù Văn phòng nước ngoài chỉ cập nhật trang web tư vấn du lịch của mình để bao gồm một ghi chú về nó vào tháng 1 năm 2018. Văn phòng nước ngoài đã xác nhận rằng, cho đến nay, không có đám cưới cùng giới đã diễn ra tại Nam Georgia và Quần đảo Nam Sandwich.